# Eberhard Kretschmar
Eberhard Kretschmar (* 6. November 1909 in Dresden; † 10. Dezember 1992) war ein deutscher Literaturwissenschaftler.

## Leben und Wirken
Nach dem Schulbesuch studierte er u. a. beim Goetheforscher Hermann August Korff und promovierte 1934 zum Dr. phil.; seine Dissertation erschien 1939 unter dem Titel Lebenshaltung und Symbolik. Der Rilke-Forscher August Stahl (* 1934) bewertet diese Arbeit als vielfach polemisch und kritisch, so wie auch spätere Werke seines Kommilitonen und Germanisten Eudo C. Mason (1901–1969) so bewertet werden. Kretschmar gilt als der erste Geisteswissenschaftler, der sich mit Rilkes okkuter Spiritualität auseinandergesetzt hat, spezialisierte sich auf Geistesgeschichte und ließ sich in Strausberg bei Berlin nieder. Nach dem Zweiten Weltkrieg arbeitete er als Verlagslektor.
Für die Allgemeine Deutsche Kunstausstellung in Dresden im Oktober 1946 gehörte er zur vierzehnköpfigen Jury, die neben den beiden Historikern Will Grohmann und Gerhard Strauss mit den elf Künstlern Herbert Gute, Herbert Volwahsen, Karl Hofer, Max Pechstein, Hans Grundig, Wilhelm Lachnit, Eugen Hoffmann, Edmund Kesting, Karl Kröner und Karl Rade sowie einer Ökonomin besetzt war. Mit dieser heterogenen Zusammensetzung, die vielfach aus Verfolgten des Nationalsozialismus bestand, sollte eine möglichst weit greifende Diversität im Programm sichergestellt werden.

## Werke (Auswahl)
- Rilke als Dichter des Seins, Dresden 1934.
- Die Weisheit Rainer Maria Rilkes, 1936.
- Goethe und Rilke, 1937.
- Schiller, sein Leben in Selbstzeugnissen, Briefen und Berichten, 1938.
- Richard Wagner, sein Leben in Selbstzeugnissen, Briefen und Berichten, 1939.